# Heterometrus wroughtoni
Heterometrus wroughtoni ist ein indischer Skorpion der Familie Scorpionidae.

## Beschreibung
Heterometrus wroughtoni ist ein 95 bis 130 Millimeter langer Skorpion. Adulte Exemplare haben eine rötlich-braune Grundfarbe, einschließlich der Beine. Juvenile Skorpione sind heller und haben für gewöhnlich gelbe Beine. Der Carapax hat in der Mitte eine glatte und glänzende Oberfläche, an den Rändern befinden sich Granulen. Die Kämme des Kammorgans haben bei beiden Geschlechtern 13 bis 17 Zähne. Die Chelae sind lappenförmig, mit einem Verhältnis von Länge zu Breite von 1,8 bis 2 zu 1. Sie sind nur spärlich behaart und mit rundlichen Granulen bedeckt, die an der Außenseite bis zu fünf Reihen formen können. Die Chelae und die übrigen Glieder der Pedipalpen zeigen keinen Sexualdimorphismus. Das Telson ist behaart und langgestreckt, mit einer Giftblase, die kürzer als der Giftstachel ist.

## Verbreitung und Lebensraum
Als Terra typica von Heterometrus wroughtoni wurden in der Erstbeschreibung die Fundorte Belgaum und Gadingal in Kolhapur angegeben. Belgaum ist eine Stadt im südwestindischen Staat Karnataka. Sie liegt am Rande der Westghats, nahe der Grenze zu den Staaten Maharashtra und Goa (15° 51′ N, 74° 31′ O). Nicht weit entfernt befindet sich die Stadt Gadhinglaj (anglisiert Gadingal) im Distrikt Kolhapur, im südwestlichen Zipfel des Staates Maharashtra (16° 23′ N, 74° 35′ O). Zum Zeitpunkt der Erstbeschreibung befand sie sich im Fürstenstaat Kolhapur.
Neben den Fundorten der Typexemplare, den Bundesstaaten Karnataka und Maharashtra, liegen Nachweise aus Andhra Pradesh und Tamil Nadu vor. Ein Fund wurde aus Pakistan gemeldet, diese Angabe beruhte jedoch auf einer falschen Bestimmung von Heterometrus latimanus.

## Systematik

### Erstbeschreibung
Die Erstbeschreibung erfolgte durch Reginald Innes Pocock im Jahr 1899 mit nur dürftigen Angaben zur Morphologie, die sich auf eine knappe Darstellung der Unterschiede zu Heterometrus fulvipes beschränkten.

### Typmaterial
Pocock stützte seine Erstbeschreibung auf einen adulten weiblichen Skorpion vom Fundort Bengalaum. Dieses Exemplar wurde 2004 von Kovařík zum Lectotypen bestimmt. Drei männliche und vier juvenile Skorpione vom gleichen Fundort legte er als Paralectotypen fest. Diese Typexemplare befinden sich in der Sammlung des Natural History Museum in London. Die von Couzijn als Holotyp und Allotyp seiner Art Heterometrus (Chersonesometrus) pelekomanus bestimmten beiden männlichen Skorpione aus Maharashtra (nach anderen Angaben aus Tamil Nadu) sowie ein männlicher, zwei weibliche und 18 juvenile Paratypen aus Bombay befinden sich in der Sammlung des Forschungsinstitut und Naturmuseum Senckenberg in Frankfurt am Main.

### Etymologie
Der Artname ehrt den britisch-indischen Forstbeamten und Zoologen Robert Charles Wroughton.

### Synonyme und Falschschreibungen (chronologisch)
- Palamnaeus wroughtoni Pocock, 1899: der Name wurde von Pocock in seiner Erstbeschreibung vergeben, die Gattung Palamnaeus war jedoch bereits 1879 von Ferdinand Karsch zum Synonym von Heterometrus erklärt worden.[2][9]
- Heterometrus (Chersonesometrus) wroughtoni Couzijn, 1981: H. W. C. Couzijn beschrieb 1981 die Untergattung Chersonesometrus, in die er auch Heterometrus wroughtoni stellte. Chersonesometrus und alle anderen von Couzijn beschriebenen Untergattungen wurden 2004 von František Kovařík in seiner Revision der Gattung Heterometrus aufgehoben.[10][11]
- Heterometrus (Chersonesometrus) pelekomanus Couzijn, 1981: Diese neue Art wurde 1981 von H. W. C. Couzijn beschrieben. Sie wurde 2004 von Kovařík mit Heterometrus wroughtoni synonymisiert.[1][3]